# 動作片
動作片（英語：action film）是娱乐电影的一个种类，其情节多半包括一连串的动作镜头，如打鬥、特技、追车或爆炸場面等等。劇情通常是正義的一方對抗邪惡的一方，而解決的方法往往是訴諸暴力。

## 历史
从1960年代开始動作片正式成为一个独立的片种，但是其特征从电影早已存在，巴斯特·基頓等艺术家在他们的电影中就已经结合了特殊效果。
作为独立的片种動作片起源于犯罪片，1950年代里动作和暴力描述在犯罪片中的重要性越来越强烈，比如斯坦利·库布里克的《杀戮》（1956年）。亞弗列·希治閣在其《西北偏北》中首次展示了一个新的电影手法，仅为表现主人公的体力动作而提供必要的挑战。在占士邦电影系列以及在《不可能的任務》等电影系列裡，持續出现专门为了呈現暴力技术和体力表现的英雄劇情。
这些影片的表演不真实，拥有非常强烈的道德评价的观点，与此相对的则是新好莱坞运动中的导演。这些导演表现的动作和暴力体现是开放的，他们是对1968年抗议运动和越南战争造成的社会和政治发展的反应，他们的影片对当时的道德提出质疑，比如就暴力使用对人体的影响的问题。这些影片的代表作包括阿瑟·佩恩的《我倆沒有明天》（1967年）和山姆·畢京柏的《日落黃沙》。

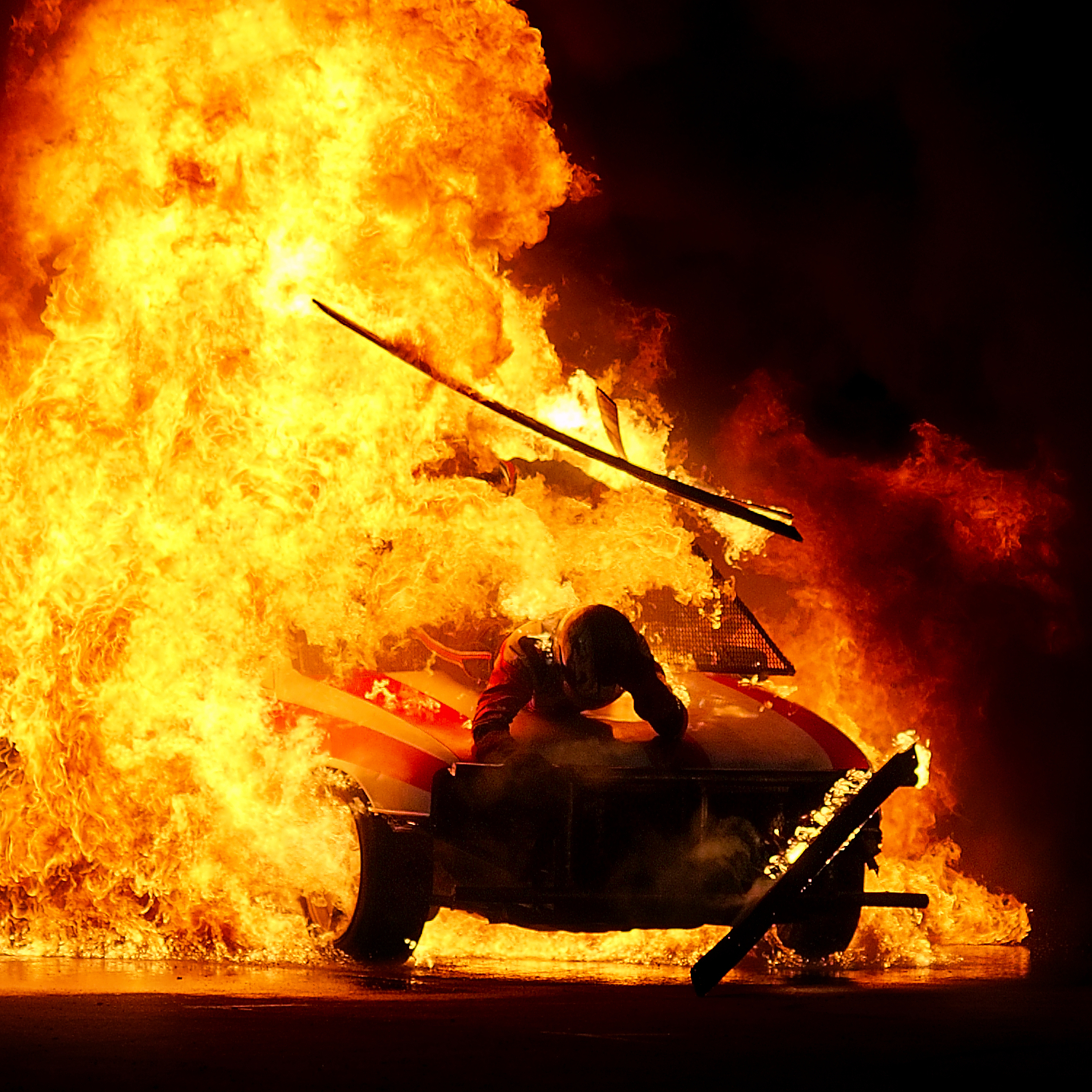
惊险镜头中的替身演员

李小龙的电影开始了强调人体力量和人体美观的動作片，其中的特征效果包括慢动作、怪異声音等导致了一个亚片种的形成，即是武打片。1980年代最重要的動作片影星包括阿诺·施瓦辛格和席維斯·史特龍，他们利用充滿肌肉的主角體態强调動作力量，当时的動作片主題往往包括报仇以及典型的好坏斗争。
1990年代的動作片开始以自嘲和幽默的手法呈現，代表作包括约翰·麦克蒂尔南的《最后魔鬼英雄》（1993年）和詹姆斯·卡梅隆的《真实的谎言》（1994年）。麦克蒂尔南的《終極警探》系列也对其中的英雄进行反想，把主角约翰·麦克莱恩（布鲁斯·威利斯饰）描写成一个有烦恼和缺陷的普通人，但總是能在最后战胜恶人。亞洲動作片的代表明星成龍则常以肢體幽默的方式打鬥，而自己經常演出電影中的危險動作，而不使用替身演員。

## 主题和形式

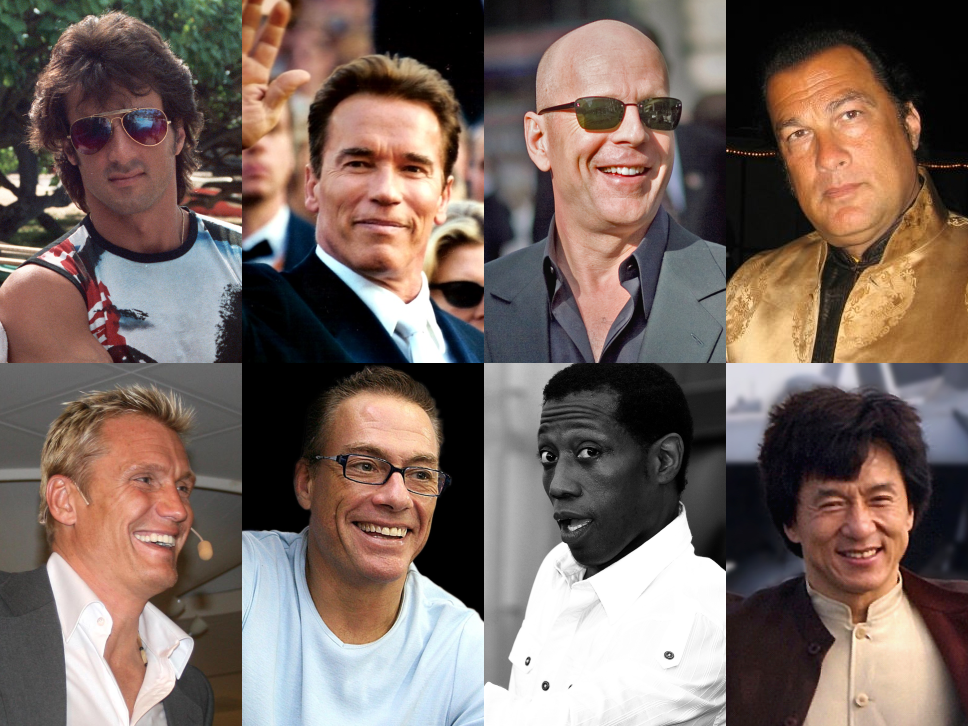
國際知名的動作巨星；左上起：席維斯·史特龍、阿诺·施瓦辛格、布鲁斯·威利斯、史蒂芬·席格、道夫·龙格尔、尚-克勞德·范·戴姆、韋斯利·斯奈普斯、成龍

動作片的許多題材與手法受驚悚片以及戰爭與西部片很大的影響；動作片以警匪電影佔大宗，警匪電影變化後產生黑幫電影為主流，動作片演員往往也需有功夫身手。動作片可分為：
- 功夫片
- 警匪電影
- 黑幫電影
- 戰爭電影
- 間諜片
- 武俠電影
- 超級英雄

不少動作片以格斗為主、故事為副，劇情發展合理化主角動武理由，動作場面刺激及娛樂观众。其中暴力場景特别戲劇化，是和平社會少見的處境。

## 延伸閱讀
- Inness, Sherrie (编). . New York, NY: Palgrave Macmillan. 2004. ISBN 9781403963963.
- Kim, L.S. . Jump Cut:A Review of Contemporary Media. Winter 2006, 48  [2017-09-07]. （原始内容存档于2013-08-09）.
- Osgerby, Bill; Gough-Yates, Anna; Wells, Marianne. . London, England; New York, NY: Routledge. 2001. ISBN 9780415226219.
- Tasker, Yvonne. . London, England; New York, NY: Routledge. 2002. ISBN 9780203221846.
- Tasker, Yvonne. . London, England; New York, NY: Routledge. 2004. ISBN 9780203645154.
- Heldman, Caroline; Frankel, Laura Lazarus; Holmes, Jennifer. . Sexualization, Media, and Society (Sage). April–June 2016, 2 (2). doi:10.1177/2374623815627789. Pdf （页面存档备份，存于）.